# قشلاق مير أعلم (مقاطعة بيله سوار)
قشلاق میر أعلم (بالفارسية: قشلاق میراعلم) هي منطقة سكنية تقع في إيران في أردبيل. يقدر عدد سكانها بـ 33 نسمة .